# Divino de Virgolândia
Divino de Virgolândia é um distrito do município de Virgolândia, Minas Gerais. Foi criado pela lei estadual nº 2764, de 30 de outubro de 1962. Localiza-se a cerca de 100 km de Governador Valadares e é banhado pelo Rio Suaçui. Tem uma topografia plana com grandes propriedades de terra, sustentando-se da agropecuária. Os seus moradores vivem da pesca e do leite, que é o produto mais lucrativo da região.  